# Doug Howlett
Douglas Charles Howlett (21. září 1978, Auckland) je bývalý novozélandský ragbista, který hrál jako křídlo a zadák.
Za Nový Zéland odehrál 62 zápasů (2000–2007) a připsal si 49 pětek. Vyhrál s ní pětkrát Pohár 3 zemí (2002, 2003, 2005 – 2007). Na MS 2003 skončil třetí a Howlett položil společně se spoluhráčem Muliainou nejvíce pětek na turnaji (7).
Na MS 2007 položil 6 pětek a zápas proti Rumunsku byl na tomto světovém šampionátu jeho poslední reprezentační vystoupení. Ve čtvrtfinále proti Francii nenastoupil kvůli nabourání dvou aut pod vlivem alkoholu. Po MS 2007 přestoupil do irského Munsteru.
Před přestupem do Munsteru dokázal Howlett v roce 2003 vyhrát s Auckland Blues Super Rugby. V roce 2008 se s Munsterem stal vítězem Evropského poháru mistrů a v sezonách 2009/10 a 2010/11 vyhrál Keltskou ligu. V sezoně 2011/12 byl kapitánem Munsteru. V roce 2013 ukončil svou kariéru a do roku 2019 pomáhal Munsteru s marketingem.
Založil si neziskovou organizaci, která pomáhá sportovat lidem z chudších rodin.

## Klubová kariéra
Zdroj: 
- 1997 Otago Highlanders
- 1998 Wellington Hurricanes
- 1999 – 2007 Aucland Blues
- 2007/08 – 2012/13 Munster